# Chelsham and Farleigh
Chelsham and Farleigh est une paroisse civile du Surrey, en Angleterre.